# روز وحدت ملی (هند)
روز وحدت ملی (هندی: राष्ट्रीय एकता दिवस , Rāṣṭrīya ēkatā divasa) در ۳۱ اکتبر در هند جشن گرفته می‌شود. این روز در سال ۲۰۱۴ توسط دولت هند معرفی شد و به مناسبت سالگرد تولد سردار والابهای پاتل که نقش مهمی در ادغام سیاسی هند داشت جشن گرفته می‌شود.

## هدف و تعهد
در بیانیه رسمی روز وحدت ملی توسط وزارت کشور هند آمده‌است که روز وحدت ملی «فرصتی برای تاکید مجدد بر قدرت و انعطاف ذاتی ملت ما فراهم می‌کند تا در برابر تهدیدهای واقعی و بالقوه علیه وحدت، یکپارچگی و امنیت کشورمان مقاومت کنیم.»
در این روز در ادارات دولتی تعهدی خوانده می‌شود:
I solemnly pledge that I dedicate myself to preserving the unity, integrity, and security of the nation and also strive hard to spread this message among my fellow countrymen. I take this pledge in the spirit of the unification of my country which was made possible by the vision and actions of Sardar Vallabhbhai Patel. I also solemnly resolve to make my own contribution to ensure the internal security of my country.